# 玩串真人Show
〈玩串真人Show〉（英語：Bad Wolf）是英國科幻電視劇《異世奇人》系列1的第12集，於2005年6月11日在英國BBC One播出。本劇的編劇為拉塞爾·T·戴維斯，祖·阿亨負責執導。演員方面，除了常設的基斯杜化·艾克斯頓飾演博士和比莉·派佩飾演羅斯·泰勒外，約翰·巴洛曼扮演的傑克·夏尼斯隊長也是主角。
此集講述博士、泰勒和傑克不知何故地被帶到名叫衛星5的太空站，並被迫參加真人秀遊戲，輸掉比賽的人會被化為原子。然而，博士發現這是其天敵戴立克的陰謀，其餘的劇情則在下一集〈背水一戰〉交代。這集在首播時英國共有681萬人收看，並得到影評家的讚賞。

## 劇情
博士、泰勒和傑克三人遊歷1336年的京都後繼續乘坐TARDIS漫遊。此時，三人突然被一道白光吸走，醒來以後，眾人分散在某太空站的各處，並被迫參加真人秀遊戲。傑克被安排參加《穿著禁忌》，他因使用藏起的武器而最先逃出錄影廠。另一方面，參與《老大哥》的博士其後也發現這不只是遊戲這麼簡單而帶同另一名參與者琳達逃走。琳達告訴博士100年前的某天，地球的新聞資訊忽然中斷，使得世界陷入一片混亂。隨後，地球的自然環境也出現巨變，令人們不得不躲在家中。同時，人類會被帶到衛星5參加各種的真人秀遊戲。在遊戲中輸掉的會被一束光化為原子，勝出的則可保命並返回地球，而這些遊戲都會在地球直播，拒絕收看的人會被處決。博士聞之，大感不安，其後他更發現製作這些遊戲的機構正是「惡狼製作公司」。
良久後，博士與傑克會合，二人相信泰勒正在參與同樣的遊戲，並有生命之危，故必須把她救出。因此，二人試圖利用衛星5的電腦找出泰勒的位置。結果，他們除發現泰勒的所在樓層後，更得悉電腦一直在傳送某種物質。另一邊廂，泰勒參與《一筆OUT消》，並幸運地進入決賽。此時，博士和傑克趕到，但泰勒還是因落敗而被化為原子。
博士感到悲憤，於是到衛星5的最底層，也就是其控制室—第500層找製作節目的人員，要求他們交出泰勒。抵達後，他們找不到泰勒，卻發現一個被電腦控制的人類—「操作員」。這時，太陽耀斑被遮蓋，電腦暫時無法控制操作員。操作員告訴博士惡狼製作公司真正的主人並非人類，但她不清楚是誰。同時，由於她不忍看到人類受到折磨，故她背著主人把博士等人帶到衛星5，希望眾人能改變人類的命運。未幾，太陽耀斑回復正常，操作員再次被控制。
另一方面，傑克在衛星5找到TARDIS，發現把泰勒化為原子的光束並沒有真的殺死了她，而是把她傳到另一艘太空船。操作員聞之，試圖把泰勒所在的位置告訴博士，操作員隨即把她滅口。在另一艘太空船上，泰勒已醒來，並發現被一眾戴立克包圍。戴立克通過視像與博士談判，威脅後者要殺掉泰勒。博士拒絕，又堅稱要滅絕所有的戴立克。劇集至此結束，餘下的劇情在《背水一戰_(異世奇人)》交代。

### 前後連接
在《一筆OUT消》的環節中，其中一條問題的答案是火炬木小組，該組織除了是系列2的故事線外，也是《異世奇人》同名衍生劇中傑克所屬的機構。博士在《老大哥》中試圖打開「死鎖門」（deadlock sea），這種連聲波起子都打不開的門後來在〈校園時代〉、〈戴立克的進化〉和〈42〉中再度出現。外逸玻璃（Exo-glass）則在〈世界末日〉出現過，是一種要用核彈才能打碎的物質。此外，博士和傑克提到「傳送」（transmat）一詞首見於1976年的〈太空艦隊〉，此後劇集一直沿用此詞。
泰勒在《一筆OUT消》其中一道問題給予的答案是保依臉，這生物在〈世界末日〉首次提到，其後又在〈第五帝國〉登場，隨後還在〈新地球〉和〈封閉高速〉出現。博士和傑克被判監禁在月球監獄殖民地，在〈宇宙邊緣〉一集中，第三任博士曾被困在這兒。
本集提到的惡狼是系列1的故事線，在〈借屍還魂〉、〈第五帝國〉、〈戰火孤雛〉和〈核爆城市〉等集也有提到這詞。

## 製作
這集最初名為〈遊戲節目世界〉（Gameshow World），後來被改名為〈背水一戰（上）〉，最後才易名為現有的名稱 。《一筆OUT消》的主持人是台名為安娜的機械人，這概念源於拉塞爾·T·戴維斯在紐約時代廣場的大型電視中看到安·羅賓遜對參賽者冷嘲熱諷。在劇中，安娜的聲音正是由英國版《一筆OUT消》主持人安·羅賓遜配音。
劇集出現傑克裸露的劇情，劇組還想把他露出臀部的畫面播出，但遭到電台的編輯政策部（editorial policy department）阻止而把該段畫面剪去。這是電台在2005年唯一一次干涉劇集的製作。此外，戴維斯提到這集有意地透露了下個系列的故事線—火炬木小組。在《一筆OUT消》環節中，主持人講及巨型鑽石金字塔是由火炬木小組建造的。

### 選角
於本集中飾演女製作員的妮莎·蘇納爾曾出現在1987年的〈天堂大樓〉，使她成為繼威爾斯·湯馬士後第二位於舊版和新版《異世奇人》演出的人。飾演操作員的瑪莎·科普後來還參與了《異世奇人》的廣播劇《不存在的地方》以及《睡前故事》。佩特森·約瑟隨後在廣播劇《地球援助》參演，阿梅斯托則參與廣播劇《重偷竊罪宇宙》. 
。

## 反響和發佈
〈玩串真人Show〉2005年6月11日在英國BBC One頻道首播。劇集播出後，收視報告指英國當晚有681萬人收看，是系列1中觀看人數最少的一集。
《Digital Spy》對本集持正面評價，對艾克斯頓的演出和《一筆OUT消》的機械主持人表示讚賞。以科幻為主題的網誌《io9》讚揚這集的「瘋狂」和艾克斯頓誤以為泰勒死後的歇斯底里 。但是，網誌認為劇集以當代流行文化為題材是不行的，又指劇集缺乏「連貫的諷刺意義」。《SFX》在10分為滿分下給〈玩串真人Show〉／〈背水一戰〉合集9分，認為這兩集是系列1中最出色的，並誇獎其幽默的戲仿和戴立克出場的方式 。本集的結局也得到好評。影評家查理·安德斯指這是《異世奇人》中最棒的結局，Den of Geek形容此為第九任博士中最出色的結局。《Digital Spy》在2011年舉出5個《異世奇人》最好的結局， 本集的結局則為其中之一。

## 資料來源
1. ↑  . BBC.   [2012-03-27]. （原始内容存档于2014-12-23）.
2. ↑  . BBC.   [2012-03-27]. （原始内容存档于2005年7月9日）.
3. ↑  .   [2014-12-31]. （原始内容存档于2015-01-11）.
4. ↑  The Doctor Who Complete New Series Boxset （页面存档备份，存于） at the BBC Shop
5. ↑  Scott, Cavan. . Doctor Who Magazine (Royal Tunbridge Wells, Kent: Panini Comics). 2013-07-25, (463): 17.
6. 1 2  . . 第1系列. 第12集. 11 June 2005. BBC. BBC Three.
7. ↑  . Big Finish Productions.   [2012-03-27]. （原始内容存档于2012-04-06）.
8. ↑  . Big Finish Productions.   [2012-03-27]. （原始内容存档于2012-01-23）.
9. ↑  . Big Finish Productions.   [2012-03-27]. （原始内容存档于2016-08-10）.
10. ↑  Russell, Gary. . London: BBC Books. 2006: 139. ISBN 978-0-563-48649-7.
11. ↑  Hogan, Dek. . Digital Spy. 2005-06-12  [2013-01-13]. （原始内容存档于2014-11-08）.
12. 1 2  Wilkins, Alasdair. . io9. 2009-11-27  [2013-01-13]. （原始内容存档于2014-11-08）.
13. ↑  . SFX.   [2013-01-20]. （原始内容存档于2005年10月16日）.
14. ↑  Jane Anders, Charlie. . io9. 2010-08-31  [2012-03-27]. （原始内容存档于2012-05-14）.
15. ↑  Harrison, Mark. . Den of Geek. 2010-06-24  [2012-03-27]. （原始内容存档于2012-02-11）.
16. ↑  Jeffery, Mogan; Allen, Chris. . Digital Spy. 2011-06-03  [2012-03-27]. （原始内容存档于2014-11-08）.

## 外部連結
- TARDIS Data Core上的相关条目： Bad Wolf (TV story)
- "Bad Wolf" 在 BBC《異世奇人》的主頁
- "Bad Wolf" / "The Parting of the Ways" 在 異世奇人: 時間（旅行）簡史
- "Bad Wolf" / "The Parting of the Ways" 在 異世奇人參考導覽
- "Bad Wolf"  在 Outpost Gallifrey
- Doctor Who Confidential （页面存档备份，存于） – Episode 12: The World of Who
- "Rose, you leave this life with nothing." （页面存档备份，存于） – Episode trailer for "Bad Wolf"
- Bad Wolf site
- 互联网电影数据库上玩串真人Show的资料（英文）